# Uppslagning
Uppslagning avser beredning av en suspension av massafibrer genom fibrering av pappersmassa eller papper (till exempel returpapper). Även internt producerat papper, så kallat utskott, som av något skäl inte kan säljas, måste slås upp och förenas med inkommande mäld.
Uppslagning görs i en uppslagningsmaskin. Dessa maskiner benämns ofta defibrörer, pulprar, massalösare eller massaupplösare.
Uppslagningsmaskinerna utformas antingen för satsvis eller för kontinuerlig uppslagning. Vidare utformas de för uppslagning vid låg konsistens (3-6%, ofta betecknat LC för 'low consistency') eller vid hög konsistens (15-20%, ofta betecknat HC för 'high consistency'). Vid uppslagning av returpapper är uppehållstiden i uppslagaren (beroende på papperskvaliteter och dylikt) ungefär enligt följande:
- LC och kontinuerlig - 5-8 minuter
- LC och satsvis - 10-20 minuter
- HC och kontinuerlig - 15-20 minuter
- HC och satsvis - 5-10 minuter

Åtgången av elenergi för uppslagningen uppgår till 20-30 kWh/ton returpapper, men både högre och lägre specifika värden kan förekomma beroende på kvalitet för returpapperet respektive på apparatens utformning. Högre konsistens i uppslagaren förbrukar normalt mindre specifik elenergi än låg konsistens. Naturligtvis eftersträvas så låg specifik energiförbrukning som möjligt.
Vid uppslagning av returpapper tillämpas alltid olika tekniker för avskiljning av grövre föroreningar redan i uppslagningsmaskinerna.
Uppslagning av pappersmassa är mindre krävande än uppslagning av returpapper eftersom pappersmassan är renare och homogenare och mindre bunden.